# 理查德·贝德福德·贝内特
理查德·贝德福德·贝内特，第一代贝内特子爵（英語：Richard Bedford Bennett，1st Viscount Bennett；1870年7月3日—1947年6月26日），加拿大保守党政治人物，1930年-1935年任加拿大总理。在大萧条的危机中上台，但在5年任期内无所作为，卸任以后成为英国上院贵族，是唯一一位葬在英国的加拿大聯邦總理。

## 早年生活
1870年7月3日出生于新不伦瑞克省一个小村庄的造船主家庭。他的父亲一度生意兴隆，家庭也不算贫穷，贝内特先后当过教师，律师和政客，不过他的一生主要是从事后两种事业。他最初在学校任教，随后进入哈利法克斯的达尔豪西大学学习法律。
大学毕业后，贝内特同新不伦瑞克省查塔姆市的一位律师合伙开办了特迪威-贝内特公司。1896年他以一票优势赢得第一次竞选，进入市议会。他的竞选主任是一位17岁的小伙子马克思·艾肯特，即后来著名的比弗布鲁克男爵，当时马克思·艾肯特还在贝内特的律师事务所帮忙，他可能是本内特毕生最亲密的朋友，虽然两人的友谊在20世纪30年代曾一度断绝。
1897年，贝内特听到这句话“到西部去，年轻人。”于是打点行装出发。后来，他每年都回家同母亲一起过圣诞节（他一直是独身），但从未返回大西洋沿岸居住。他在卡里加尔定居，同著名的保守党人詹姆斯·拉菲德参议员一道从事律师职业。
贝内特对政治有着持久而浓厚的兴趣。在西部，他再次对政治着迷。到达卡尔加里一年以后，他以保守党的身份被选入西部地区的立法机构。1905年，他竞选阿尔伯塔省首届议会的席位时遭受第一次挫折。1909年，他才如愿以偿。1911年，他辞去了在省立法机构的席位，在卡尔加里东部选区成功的赢得了下议院的议席。于此同时，保守党在全国也取得胜利。
在担任第一届众议院议员期间，贝内特因进一步援助“加拿大北方铁路公司”的问题同保守党领袖罗伯特·莱尔德·博登分裂。当时，该公司为了与“加拿大太平洋铁路公司”竞争，正在承建另一条横贯大陆的铁路。贝内特指责“加拿大北方铁路公司”的承包人“厚颜无耻、野心勃勃、贪得无厌、弄虚作假、巧立名目、到处要钱。”贝内特还质问：“岂能以虚报盈利和伪造账目为基础，要求使用来自全国人民的贷款？”贝内特主张由公众控制铁路的股权。博登和米恩最后采取了这种政策。然而，贝内特于“加拿大太平洋铁路公司”的长期交往，使人们怀疑他对“加拿大北方铁路公司”的指责。
一战期间，他任全国兵役局负责人。他为人坦率已经对公共事务的全心全意的投入使他获得了人民的信赖。贝内特是一位很有感召力的人物；无论走到哪里，他都能引起别人的注意，而且能随遇而安。他的外貌和举止给人的印象是：活力、热情、坚定、严厉。他的口才敏捷、讲话有力，而且讲起来滔滔不绝，完全能够克敌制胜。
贝内特没有参加1917年的竞选。他可能因后座议员的前途渺茫而感到泄气，但更可能是因为即使竞选成功罗伯特·博登也不会请他入阁。1921年，贝内特在阿瑟·米恩内阁后期担任了6个月的司法部长。不过他担任这一职务时在下议院没有议席。1921年加拿大保守党失败时，贝内特本人也以16票之差败北。此后他还在1926年短命的米恩内阁担任过两个月的财长。1926年发生宪法危机。米恩倒台以后他被选为保守党的领袖，这主要是因为他的财富，他把大量的金钱投入了保守党，到去世的时候他还有350万元巨款，但谁都不知道他的财富是怎么来的，虽然他当律师是非常赚钱的。他是“加拿大太平洋铁路公司”和“哈德逊湾公司”的主要法律顾问。
1909年贝内特和马克思·艾特肯合伙投资于“加拿大水泥公司”，第二年又组建了“卡尔加尔电力公司”，他担任该公司董事长达10年之久，贝内特还和艾特肯合作经济“卡尔加里酿酒公司”，不过这项投资违反了贝内特的本性，因为他强烈反对饮酒，终生滴酒不沾。事实上，贝内特郁郁寡欢的形象破坏了他在1935年的选举中的形象。保守党被麦肯齐·金领导的自由党人打得一败涂地。东部有人问贝内特：“西部在想什么？”他却回答“西部没有想什么，只是在喝酒。”1912年，贝内特再次和艾特肯合作，在加拿大西部建造谷物转扬机和面粉厂，这些活动为贝内特带来了财富。 贝内特还有一些奇特的收入，他在新不伦瑞克和达尔豪西大学的一位女同学嫁给了一个富翁，这位叫珍妮·谢里夫的女同学死的时候，把价值几百万的股票遗产全部都给了他。他就这样暴富了起来。

## 萧条总理
1929年10月，华尔街股市暴跌，加拿大经济遭受重大挫折，但总理威廉·莱昂·麦肯齐·金认为经济危机很快就会结束，没有必要耗费巨资进行新的社会改革。在1930年大选中前，麦肯齐·金又犯了一个令人吃惊的错误，他在答复各省省长要求解决给失业者特别救济问题，麦肯齐声称不会给保守党占统治地位的区域提供一分钱的失业救济，他冷漠无情的讲话使得加拿大民众和舆论极为愤慨。这使保守党以138席的明显优势获胜。对大多数加拿大人来说，1930年只能让他们想起大萧条、购面包的长队线、施粥棚，股市场的自杀、抵债、破产以及加拿大西部历史上毁灭性的旱灾。保守党就是在这种绝境中上台的。
大选过后，贝内特和麦肯齐·金戏剧性的交换了角色。麦肯齐·金质问政府打算如何解决经济危机；贝内特反问道：“什么危机”。贝内特确实施行过一项公共工程计划，但他自己也承认这不过是杯水车薪。他认为经济补救措施的关键在于施行保护性高关税，这样加拿大人就会尽可能使用加拿大的产品。事实上，他是借用约翰·亚历山大·麦克唐纳爵士的国家政策。他还寄希望于大英帝国---英联邦内的经济合作。
大选过后，他没有居住在专门为历届总理设置的办公地，而是住进了渥太华最豪华的宾馆---洛里耶城堡的豪华套房。别人认为贝内特有以下特点；独裁武断、报复性强，不受约束、出手阔绰、多愁善感、工作努力、野心勃勃、仗势欺人，在他任总理的5年内，的确用严厉的手段统治国家。除了担任总理，他还兼任财政和外交部长，他不愿意也也不善于同下属分权。他施行的完全是一人政体。贝内特的内阁会议变成了只要他宣布自己做出的决定。有一个故事说，内内特独自坐在办公室喃喃自语。一位陌生人问：“他在干什么？”别人回答说：“贝内特在召开内阁会议。”
他当上总理以后，他相信经济困难不能有具体的措施来解决，时间的流逝会使一切好转。加拿大人逐渐意识到，理查德·贝内特没有充分认识的加拿大社会问题的严重性。直到1934年底，他才突然改变想法，开始大动干戈的解决当时的问题。他为什么突然变成改革派？其原因很可能是大选临近，他认为应当办一些引人注目的事情，才能保证自己连任。毫无疑问，他也受到了自己派去调查价格和市场的那个委员会的调查结果的影响，该委员会揭露了商业界的许多丑恶现象。内阁成员中的H·H斯蒂芬认为政府在艰难时期没有履行对人民负有的义务，贝内特的确还受到美国总统富兰克林·罗斯福的影响。他的妹夫是加拿大驻美大使，此人强烈的主张在加拿大实行新政。
在没有事先同保守党商量，也没有事先在内阁讨论的情况下，贝内特就宣布了自己的计划：“我支持改革。我认为改革就是政府干预，也就是政府控制和调节。这意味着自由主义的终结。”贝内特在政治纲领中提出就最低工资、最长工时、养老金、失业和医疗保险、建立全国就业服务中心和国家经济委员会、限价，典当物品、反托拉斯、住房、税收、银行等方面进行立法。但加拿大选民对他做出的一切持怀疑态度。他们认为，如果让贝内特重新当选，他可能对这些经济政策做出修订。
贝内特的财富帮了他的倒忙。在普遍萧条，大旱和普遍悲惨的时期，让一位傲慢的百万富翁来治理国家是不能安抚人心的，他的竞选演说听起来像说教，而不是在争取支持。按照惯例，现任首相通常不到任期届满就要举行大选，但贝内特任职五年，声望没有一点提高。
这次大选是保守党的灾难，他们只得到下议院245个席位中的39个，麦肯齐·金重新上台后，废除了贝内特的大部分立法，但也有一些改革成果幸存了下来，如加拿大小麦局和加拿大银行，还有加拿大广播公司和加拿大航空公司。贝内特仍然在议会担任反对党的领袖，直到1938年，他才辞去在议会的职务，永远退休。

## 晚年生活
贝内特认为自己不能再待在加拿大。他很快便去英国定居，住在老朋友比弗布鲁克勋爵附近的一个庄园里，经过比弗布鲁克勋爵的活动，贝内特后来被任命为英国上议院议员，并且被封为“贝内特领米克尔汗、卡尔加和霍普威尔子爵。”在英国，他从事过一些有益的战时工作。但是他的健康逐渐恶化。他的晚年是在痛苦中渡过的，这位孤独可怜的老人于1947年6月26日去世，终年76岁。他选择英国为安息地，这是加拿大历史上唯一一位埋骨他乡的总理。

## 评价
贝内特通常被认为是加拿大最没有作为的总理之一，当然这与他恰逢大萧条时期有关，责任并不完全在他。他的事业和人生观可以用他自己的话来概括。1931年10月他说：“我对政治不感兴趣。我今天在渥太华当首相，明天可能下台，但是我不在乎。生活已经给予我人生所企求的一切。我以61岁了。到这个年龄的人应当享福了。但是，我所拥有的这一切在很大程度上是加拿大给我的，如果我能做些什么回报，那完全是出自于我的愿望，如果加拿大人民觉得不需要我的时候，我也能心满意足的立即走开。”